# Bambi (cantante)
Gonzalo Moreno Charpentier (Ciudad de Buenos Aires, Argentina; 20 de mayo de 1984), conocido artísticamente como Bambi, es un músico, compositor y productor argentino. Es miembro fundador de la banda de pop rock Tan Biónica, donde se desempeña como el bajista, productor y compositor. También trabajó como productor y arreglista para otros grupos y solistas argentinos y latinoamericanos. A partir del impasse de su banda desde 2016, continuó su desarrollo en estas facetas y se abocó principalmente al lanzamiento de su carrera solista, que se materializó con el lanzamiento de su primer álbum de estudio El encuentro en 2017 (nominado a los premios Latin Grammy y Carlos Gardel), al que le siguió Desarmar en 2020. En octubre de 2022 presentó República de la Nostalgia, su tercer álbum, donde participan numerosos artistas: Chano, Fito Paez, Miranda!, Alba Reche, Daniela Spalla, Kevin Johansen, Bratty, Santi Celli y Paz Carrara. Además participa en el nuevo proyecto musical de Alejandro Sergi llamado «Satélite 23» (formado por Sergi, Diego Poso y Gabriel Lucena) donde es invitado en las presentaciones en vivo.

## Biografía
Bambi nació en Buenos Aires el 20 de mayo de 1984, y creció junto a su hermano mayor Santiago, más conocido como «Chano», en el barrio de Saavedra. Allí vivieron su infancia junto a su padre y su madre hasta su separación, ocurrida cuando los hermanos tenían 5 y 8 años respectivamente; luego de un tiempo la madre formaría una nueva pareja, con quien también convivirían. Comenzó a involucrarse con el hacer musical a los 9 años, cuando pidió una guitarra, empezando así a tocar y a escribir canciones, enseñándole también a su hermano.
En el colegio Obras Sanitarias, al cual ambos hermanos asistían, conoció a Sebastián Seoane, con quien conformó a fines de la década de 1990 la banda MIC, de estilo cercano al punk rock. En el año 2001, se sumó Diego Lichtenstein en la batería, llegando así a la formación original de Tan Biónica, aún sin el nombre definitivo.
Tras una década de trabajo, el proyecto se consolidó y fue considerado por la revista especializada Rolling Stone como un «fenómeno joven» y en 2014 por el sitio web de noticias La Voz como «la banda de pop rock más convocante (de Argentina) de la actualidad». La banda entró en un impasse indefinido el 19 de abril de 2016, tras quince años de carrera, y Bambi continuó con su carrera solista.

### Etapa solista
El cantante contó que su motivación para poner su propia voz al frente de un proyecto personal surgió, en principio, de una colaboración musical con amigos:

[...] La semilla fue cuando los chicos de Satélite 23 [colectivo sonoro integrado por Ale Sergi, Diego Poso y Gabriel Lucena] me invitaron al estudio para hacer un tema juntos ["Antes de que muera la noche"]. Son amigos, así que ni pregunté qué plan tenían. Cuando llegué la idea era que yo cantara, y me pareció mejor que hiciera otra cosa, quizás producirla. Pero la hice varias veces, la canté, y fue el primer empujoncito que me hizo sentir que podía cantar. Fue un proceso que no estaba en los planes, tuvo que ver más con un hueco que se abrió que con algo planeado. Fue decantando.

El comienzo oficial de la etapa solista de Bambi se dio con el estreno de su sencillo «Color», el 18 de noviembre de 2016, el cual tuvo buena recepción de la crítica, y un impacto menor en redes sociales y en el público en general. Su primera presentación en vivo luego del lanzamiento del sencillo fue el día 29 del mismo mes, en la apertura del concierto de New Order, junto a Satélite 23, en el Luna Park.
A fines de 2016, como ya había anticipado, afirmó que «este comienzo de aventura [refiriéndose a Color] se está transformando en un álbum». El 6 de abril publicó el sencillo «Cuando despiertes» y el 7 de julio de 2017 salió a la venta su primer álbum solista, titulado El encuentro. Un tercer sencillo «Uno», fue lanzado junto a su respectivo video musical el 23 de octubre del mismo año. El disco cuenta con la participación de Mon Laferte en la canción «Lo Nuestro».
En el año 2019, su canción "De nuevo" fue la cortina por los 30 años de Showmatch, el programa conducido por Marcelo Tinelli en Canal 13. Ese mismo año se presentó en el escenario principal de la edición argentina del festival Lollapalooza.
En mayo de 2020 estrenó su segundo álbum solista llamado Desarmar, que cuenta con las colaboraciones de Natalie Pérez y Debi Nova.
A finales de 2021 comenzó a contar la historia detrás de su tercer disco, República de la Nostalgia, que se lanzó en octubre de 2022. El álbum se presentará en vivo el 19 de noviembre en el Teatro Vorterix de la Ciudad de Buenos Aires.

### Regreso de Tan Biónica
Durante la presentación de Chano en el festival Lollapalooza Argentina 2023, ocurrió la aparición sorpresa de Tan Biónica, donde Bambi y el grupo interpretaron 4 temas. Al final del show, el grupo anunció que muy pronto se volverían a presentar en vivo para darle a sus fans «una última noche mágica». El viernes 12 de mayo a las 12:00 p. m. se daría a conocer vía redes sociales el show, siendo el 28 de octubre en el Estadio José Amalfitani, ciudad de Buenos Aires.

### Otros trabajos
En paralelo a Tan Biónica, realizó la producción y arreglos para sencillos y álbumes de bandas como Los Heladeros del Tiempo e Infierno 18. En diciembre de 2019 grabó la canción «Labios distraídos», en colaboración con el grupo de rock uruguayo La Santa.

## Discografía

### Demo como Bionica Electrónica
- 2001: Tapa de moda

### EP
- 2003: Wonderful noches

### Álbumes de estudio
- 2007: Canciones del huracán
- 2010: Obsesionario
- 2013: Destinología
- 2015: Hola mundo

### Álbumes en vivo
- 2014: Vivo Usina del Arte
- 2024: La Última Noche Mágica En Vivo - Estadio River Plate

### Álbumes de remixes y otros
- 2014: Obsesionario (Black Edition)
- 2014: Destinología (Black Edition)
- 2015: Hola mi vida (The Remixes)
- 2016: Buenas noches otra vez (The Remixes)

### Sencillos
| Año  | Canción                        | Máxima posición | Álbum                 |
| Año  | Canción                        | ARG             | Álbum                 |
| ---- | ------------------------------ | --------------- | --------------------- |
| 2003 | «Veneno»                       | —               | Wonderful noches      |
| 2003 | «Wonderful noches»             | —               | Wonderful noches      |
| 2003 | «Arruinarse»                   | —               | Canciones del huracán |
| 2006 | «Chica biónica»                | —               | Canciones del huracán |
| 2009 | «Lunita de Tucumán»            | —               | Canciones del huracán |
| 2010 | «Ella»                         | —               | Obsesionario          |
| 2011 | «Beautiful»                    | 5               | Obsesionario          |
| 2011 | «El duelo»                     | —               | Obsesionario          |
| 2011 | «Obsesionario en la mayor»     | —               | Obsesionario          |
| 2011 | «Loca»                         | —               | Obsesionario          |
| 2012 | «La comunidad»                 | 3               | Obsesionario          |
| 2012 | «La suerte está echada»        | —               | Obsesionario          |
| 2012 | «Pétalos»                      | —               | Obsesionario          |
| 2012 | «Ciudad mágica»                | 1               | Destinología          |
| 2013 | «La melodía de Dios»           | 1               | Destinología          |
| 2013 | «Música»                       | 5               | Destinología          |
| 2014 | «Vámonos»                      | 6               | Destinología          |
| 2014 | «Mis noches de enero»          | 13              | Destinología          |
| 2014 | «Hola mi vida»                 | 8               | Hola mundo            |
| 2015 | «Las cosas que pasan»          | 11              | Hola mundo            |
| 2015 | «Un poco perdido» (con Juanes) | 13              | Hola mundo            |
| 2016 | «Buenas noches otra vez»       | -               | -                     |

### Álbumes de estudio
- El encuentro (2017)
- Desarmar (2020)
- República de la nostalgia (2022)

### Sencillos
- "Color" (2016)
- "Cuando despiertes" (2017)
- "Uno" (2017)
- "Lo nuestro" (2018) con Mon Laferte
- "El ilusionista" (2018)
- "Vuelve a casa" (2019)
- "De nuevo" (cortina musical de Showmatch) (2019)
- "Canción para septiembre" (2019)
- "Bambi" (2020)
- "QTPC" (2020) con Debi Nova
- "ZZZ" (2020) con Natalie Pérez
- "PARTE" (2021)
- "Cielo" (2022) con Chano
- "Yo vivo en una canción" (2022) con Santiago Celli
- "Canción de los ruegos" (2022) con Fito Páez
- "Cuento los días" (2022) con Miranda!
- "Risa" (2022) con Alba Reche
- "Melancolía y vos" (2022)

### Como productor
- Canciones del huracán (álbum) - Tan Biónica (2007)
- Obsesionario (álbum) - Tan Biónica (2010)
- Espuma libertad (álbum) - Los Heladeros del Tiempo (2012)
- Marina del rey (EP) - Los Heladeros del Tiempo (2012)
- Destinología (álbum) - Tan Biónica (2013)
- Hola mundo (álbum) - Tan Biónica (2015)
- Delirios (Sencillo) - Será Pánico (2017)
- El encuentro - albumens solista (2017)
- Desarmar - álbum solista (2020)
- República de la nostalgia - álbum solista (2022)

## Premios y nominaciones
| Año  | Premios                | Categoría                         | Trabajo      | Resultado |
| ---- | ---------------------- | --------------------------------- | ------------ | --------- |
| 2018 | Premios Gardel         | Mejor álbum artista masculino pop | El encuentro | Nominado  |
| 2018 | Premios Grammy Latinos | Mejor Álbum Pop/Rock              | El encuentro | Nominado  |